# Гозмар III (Цигенхайн)
Гозмар III (на немски: Gozmar III, * ок. 1130, † 26 юли 1184, Ерфурт) е от 1168 до 1184 г. граф на Цигенхайн в Северен Хесен.

## Биография
Той е син и наследник на граф Готфрид I фон Цигенхайн.
Гозмар умира на 26 юли 1184 г. с 60 други графове и благородници при падането на пода на горния етаж на катедралата на Ерфурт, по време на събрание в присъствието на краля и по-късния император Хайнрих VI, когато възниква голям спор между архиепископ Конрад I от Майнц и ландграф Лудвиг III от Тюрингия.
Гозмар III има дъщеря и наследничка Лиутгард (Лукардис), която се омъжва през 1185 г. за Фридрих († 1229), третият син на ландграф Лудвиг II на Тюрингия от род Лудовинги. Фридрих има прететенции за Графство Цигенхайн и го получава през 1186 г.